# Наньхуа
Наньхуа́ (кит. упр. 南华, пиньинь Nánhuá) — уезд Чусюн-Ийского автономного округа провинции Юньнань (КНР).

## История
После завоевания Дали монголами и вхождения этих мест в состав империи Юань в 1275 году была создана Чжэньнаньская область (镇南州). После Синьхайской революции в Китае была произведена реформа структуры административного деления, в ходе которой области были упразднены, и поэтому в 1913 году Чжэньнаньская область была преобразована в уезд Чжэньнань (镇南县).
После вхождения провинции Юньнань в состав КНР в 1950 году был образован Специальный район Чусюн (楚雄专区), и уезд вошёл в его состав.
В 1954 году уезд был переименован из «Чжэньнань» («покорённый Юг») в «Наньхуа» («южная красота»).
Постановлением Госсовета КНР от 18 октября 1957 года Специальный район Чусюн был преобразован в Чусюн-Ийский автономный округ.
В сентябре 1960 года уезд Наньхуа был присоединён к уезду Чусюн, но уже в марте 1962 года он был воссоздан.

## Административное деление
Уезд делится на 6 посёлков, 3 волости и 1 национальную волость.

## Экономика
В уезде развиты заготовка древесины и разведение грибов; по итогам 2024 года грибной бизнес принес уезду 7,65 млрд юаней (1,07 млрд долларов США).